# Río Mekong
El río Mekong es un largo río del Sudeste Asiático que fluye en dirección sur —ligeramente sureste— a través de seis países —China, Myanmar, Laos, Tailandia, Camboya y Vietnam— hasta desaguar en el mar de la China Meridional. Tiene una longitud de 4880 km, que lo sitúan como el octavo río más largo del mundo, tras los ríos Amazonas, Nilo, Yangtsé, el Misisipi-Misuri, el Yeniséi-Angará, el Amarillo y el Obi-Irtish.
Su cuenca es de 810.000 km² y tiene un vertido anual de 475 km³. Nace en China, en la meseta tibetana y discurre a través de la provincia de Yunnan y sigue luego por Birmania, Tailandia, Laos, Camboya y Vietnam. Es el único de los ríos asiáticos que discurre por seis países y los países ribereños, excepto China y Birmania, pertenecen a la «Comisión del Río Mekong». También hay otra asociación, la «Cooperación Mekong-Ganges», que agrupa a los países del sudeste asiático para su desarrollo regional.
Las extremas variaciones estacionales en su caudal y la presencia de rápidos y cascadas han hecho muy difícil su navegación. Debe su nombre a la contracción de las palabras tailandesas Mae Nam Khong. También tiene otros nombres que varían según los países que atraviesa: en China se llama Lancang; en Laos, Ménom Khong; y, en Camboya, Mékōngk o Tonle.

## Geografía
El río Mekong nace en la cordillera del Himalaya y desemboca en el mar de China Meridional tras haber recorrido 4.350 km, que lo convierten en el río más largo del sudeste de Asia. 
Durante su primera mitad, que efectúa en su totalidad en China, desciende 4500 m. Su curso superior discurre por zonas vírgenes, con cascadas muy pronunciadas y rápidos que atraviesan profundas gargantas.
En la segunda mitad de su curso solo tiene que salvar un desnivel de 500 m. Sin embargo, en este tramo también se encuentran rápidos (en Camboya) y saltos o cascadas (en Laos) conocidos como cascadas de Khone. Su caudal es superior al de cualquier otra cascada o catarata del mundo.
El Mekong disminuye su velocidad a medida que se acerca al delta, dividiéndose primero en dos brazos. En Vietnam se divide a su vez en nueve brazos, que forman un gran delta de unos 40 000 km², con unos 3200 km de canales navegables. 
En su trayecto recorre seis países, en los siguientes tramos:
- 2.139 km en China (como Lancang Jiāng);
- 31 km en un tramo fronterizo entre China y Birmania;
- 777,4 km en Laos;
- 234 km en un tramo fronterizo entre Laos y Myanmar;
- 976,3 km un el tramo fronterizo entre Laos y Tailandia;
- 501,7 km en Camboya;
- 229,8 km en Vietnam, en el delta del Mekong;

## Curso

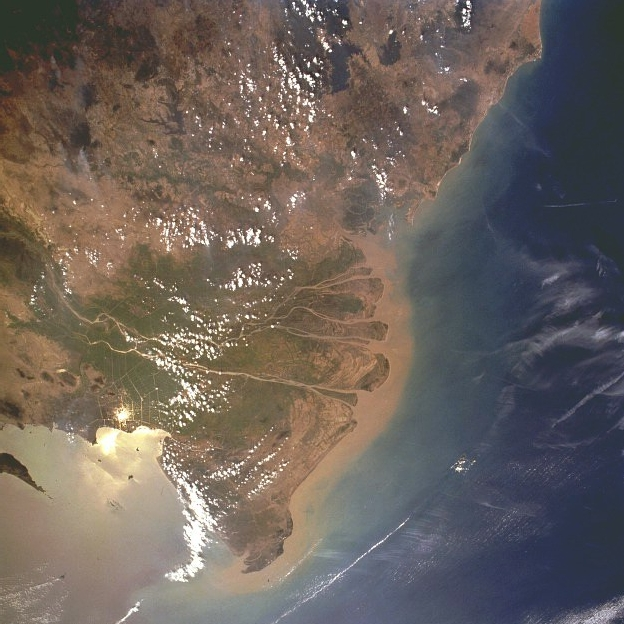
Delta del Río Mekong, Vietnam, mirando hacia el suroeste. Foto tomada en febrero de 1996.

El Mekong nace como el Za Qu (tibetano: རྫ་ཆུ་, Wylie: rDza chu, ZYPY: Za qu; chino: 扎曲; pinyin: Zā Qū) y pronto se conoce como el Lancang (chino simplificado: 澜沧江; chino tradicional: 瀾滄江; pinyin: Láncāng Jiāng, del antiguo nombre del reino lao Lan Xang; los caracteres también pueden entenderse literalmente como "río verde turbulento"). Nace en la "zona de las fuentes de los tres ríos" en la meseta tibetana, en la Reserva Natural Nacional de Sanjiangyuan. La reserva protege las cabeceras, de norte a sur, de los ríos Amarillo (Huang He), Yangtze y Mekong. El Mekong fluye a través de la Región Autónoma del Tíbet y luego hacia el sureste en la provincia de Yunnan, y después en la zona de los tres ríos paralelos en las Montañas Hengduan, junto con el Yangtze al este y el río Salween (Nu Jiang en chino) al oeste.
A continuación, el Mekong se encuentra con la frontera entre China y Birmania y fluye unos 10 kilómetros a lo largo de esa frontera hasta llegar al punto triple de China, Birmania y Laos. Desde allí fluye hacia el suroeste y forma la frontera de Birmania y Laos durante unos 100 kilómetros hasta llegar al punto triple de Birmania, Laos y Tailandia. Este es también el punto de confluencia entre el río Ruak (que sigue la frontera entre Tailandia y Birmania) y el Mekong. La zona de este triángulo se denomina a veces el Triángulo de Oro, aunque el término también se refiere a la zona mucho más amplia de esos tres países que era notoria como región productora de drogas.
Desde el triángulo de oro, el Mekong gira hacia el sureste para formar brevemente la frontera de Laos con Tailandia.
Khon Pi Long es una serie de rápidos a lo largo de un tramo de 1,6 kilómetros del río Mekong que divide las provincias de Chiang Rai y Bokeo en Laos. El nombre de los rápidos significa "donde el fantasma perdió su camino". Luego gira hacia el interior de Laos, fluyendo primero hacia el este y luego hacia el sur a lo largo de unos 400 kilómetros antes de volver a encontrar la frontera con Tailandia. Una vez más, delimita la frontera entre Laos y Tailandia a lo largo de unos 850 km. fluye hacia el este de Laos, pasando por la capital Vientián y después gira hacia el sur.  Una segunda vez, el río abandona la frontera pasando pronto por la ciudad de Pakse. Después, gira y fluye más o menos directamente hacia el sur, entrando en Camboya.
En Phnom Penh, el río se une en la orilla derecha con el sistema fluvial y lacustre del Tonlé Sap. Cuando el Mekong está bajo, el Tonlé Sap es un afluente: el agua fluye desde el lago y el río hacia el Mekong. Cuando el Mekong se desborda, el flujo se invierte: las aguas del Mekong suben por el Tonle Sap.
Inmediatamente después de que el río Sap se una al Mekong a la altura de Phnom Penh, el río Bassac se ramifica en la orilla derecha (oeste). El río Bassac es el primer y principal distribuidor del Mekong. Es el comienzo del Delta del Mekong. Los dos ríos, el Bassac al oeste y el Mekong al este, entran en Vietnam poco después. En Vietnam, el Bassac se llama río Hậu (Sông Hậu o Hậu Giang); la rama principal y oriental del Mekong se llama río Tiền o Tiền Giang. En Vietnam, los distribuidores de la rama oriental (principal, del Mekong) son el río Mỹ Tho, el río Ba Lai, el río Hàm Luông y el río Cổ Chiên.

## Cuenca hidrográfica

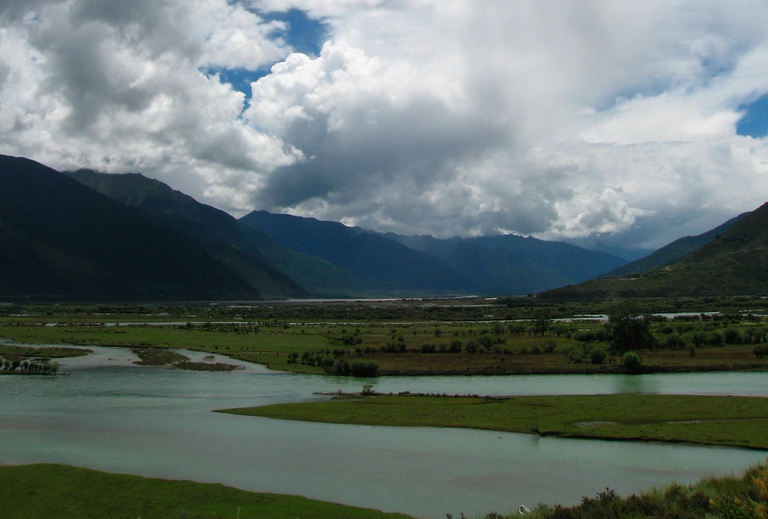
Río Mekong al sur de Chamdo.

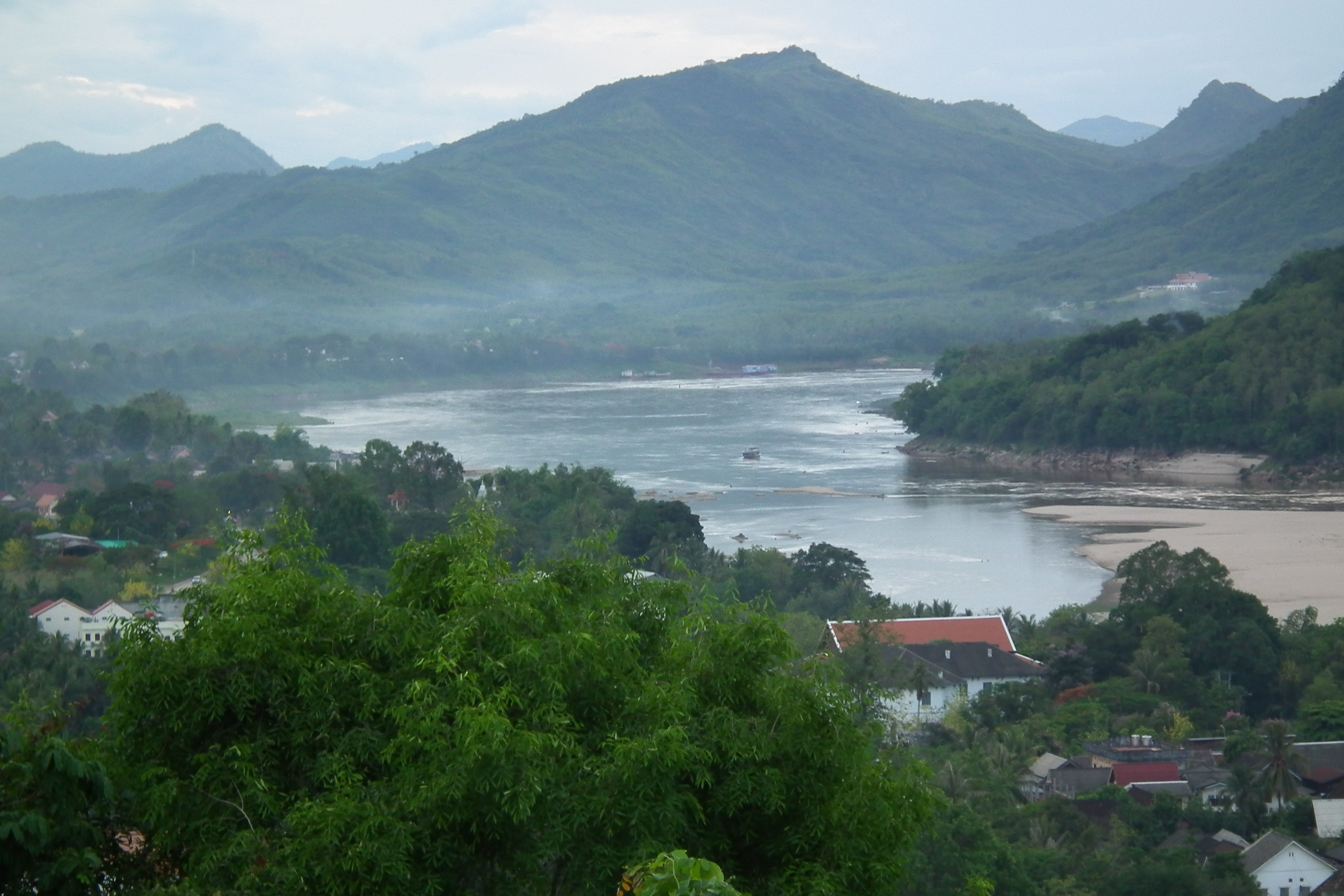
El Mekong desde Phou si

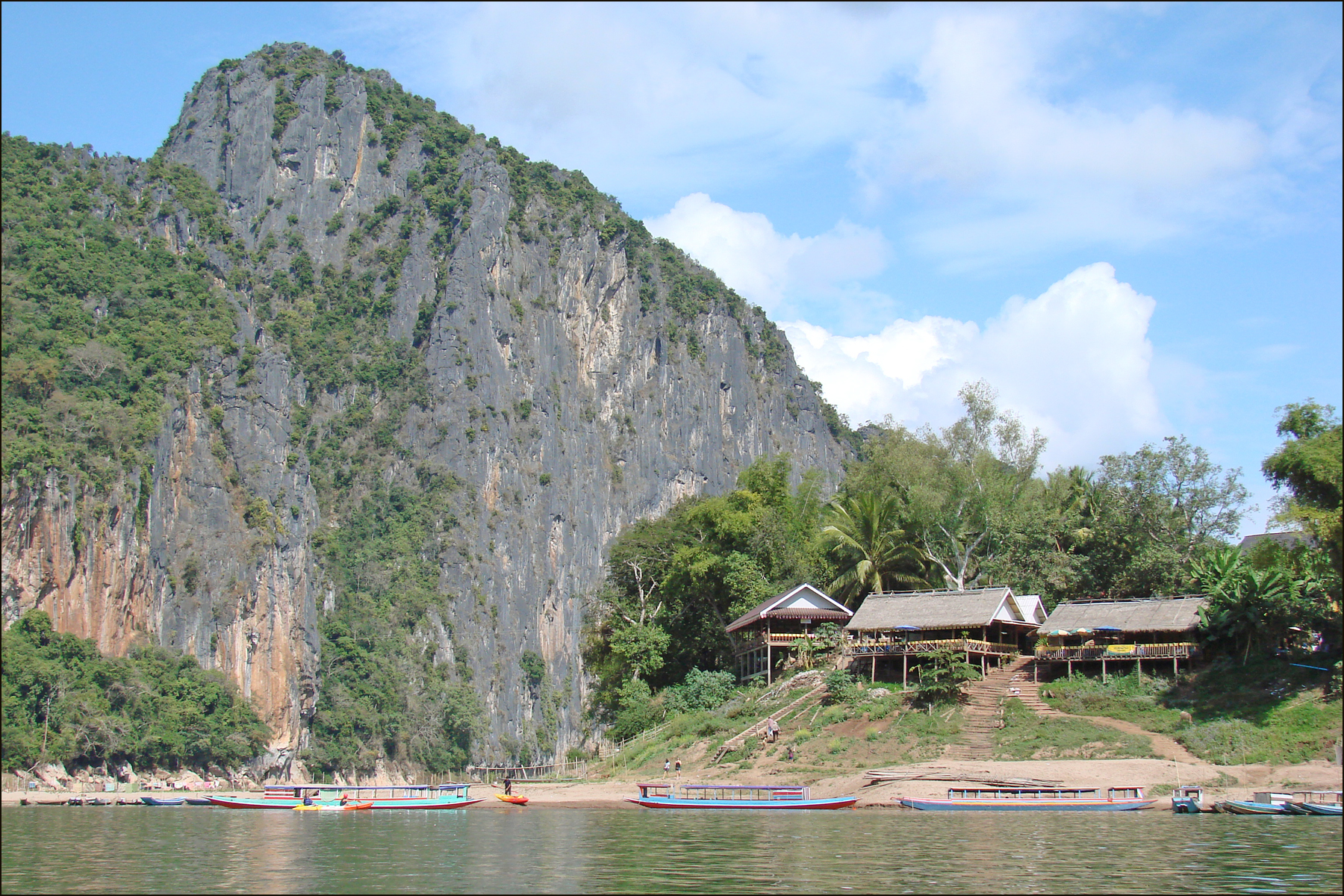
Confluencia de los ríos Mekong y Nam Ou, Laos

La cuenca del Mekong puede dividirse en dos partes: la "cuenca alta del Mekong" en Tíbet, y la "cuenca baja del Mekong" desde Yunnan aguas abajo de China hasta el Mar de China Meridional. Desde el punto donde nace hasta su desembocadura, el descenso más precipitado del Mekong se produce en la cuenca alta del Mekong, un tramo de unos 2200 kilómetros (1367,0 mi). Aquí, desciende 4500 metros (4921,3 yd) antes de entrar en la cuenca inferior, donde confluyen las fronteras de Tailandia, Laos, China y Myanmar en el Triángulo de Oro. Aguas abajo del Triángulo de Oro, el río fluye durante otros 2600 kilómetros (1615,6 mi) a través de Laos, Tailandia y Camboya antes de entrar en el Mar de China Meridional a través de un complejo sistema de deltas en Vietnam.

### Cuenca alta
La cuenca alta constituye el 24% de la superficie total y aporta entre el 15 y el 20% del agua que desemboca en el río Mekong. La  cuenca de captación es escarpada y estrecha. La erosión del suelo ha sido un problema importante y aproximadamente el 50% de los sedimentos del río proceden de la cuenca alta.
En la provincia china de Yunnan, el río y sus afluentes están limitados por gargantas estrechas y profundas. Los sistemas fluviales tributarios de esta parte de la cuenca son pequeños. Sólo 14 tienen zonas de captación superiores a 1000 kilómetros cuadrados (390 mi²), pero en esta región se ha producido la mayor pérdida de  cubierta forestal de todo el sistema fluvial por kilómetro cuadrado debido a la fuerte demanda incontrolada de recursos naturales. En el sur de Yunnan, en las prefecturas de Simao y Xishuangbanna, el río cambia a medida que el valle se abre, la llanura aluvial se ensancha y el río se vuelve más ancho y lento.

### Cuenca baja
En la cuenca baja se desarrollan importantes sistemas tributarios. Estos sistemas pueden dividirse en dos grupos: los afluentes que contribuyen a los principales caudales de la estación húmeda y los afluentes que drenan las regiones de bajo relieve y menor pluviosidad. El primer grupo son los afluentes de la orilla izquierda que drenan las zonas de alta pluviosidad de Laos. El segundo grupo son los de la orilla derecha, principalmente los ríos Mun y Chi, que drenan gran parte del noreste de Tailandia.
Laos se encuentra casi por completo en la cuenca baja del Mekong. Su clima, paisaje y uso del suelo son los principales factores que determinan la hidrología del río. El paisaje montañoso hace que sólo el 16% del país se cultive en terrazas de tierras bajas o en  cultivos migratorios de tierras altas. En la agricultura migratoria de tierras altas (tala y quema), los suelos se recuperan en un plazo de 10 a 20 años, pero la vegetación no. La agricultura itinerante es común en las tierras altas del norte de Laos y, según los informes, representa hasta el 27% de la superficie total dedicada al cultivo de arroz. Como en el resto de la cuenca, la cubierta forestal se ha reducido de forma constante durante las últimas tres décadas debido a la agricultura itinerante y a la agricultura permanente. No se han medido los efectos acumulados de estas actividades en el régimen fluvial. Sin embargo, se cuantificaron los impactos hidrológicos de los cambios en la cubierta terrestre inducidos por la guerra de Vietnam en dos subcuencas de la cuenca baja del río Mekong.
La pérdida de cubierta forestal en las zonas tailandesas de la cuenca baja ha sido la mayor de todos los países del bajo Mekong en los últimos 60 años. En la meseta de Khorat, que incluye los sistemas tributarios de los ríos Mun y Chi, la cubierta forestal se redujo del 42% en 1961 al 13% en 1993. Aunque esta parte del noreste de Tailandia tiene una pluviosidad anual de más de 1000 mm, su elevada tasa de evaporación la clasifica como región semiárida. En consecuencia, aunque las cuencas del Mun y el Chi drenan el 15% de toda la cuenca del Mekong, sólo aportan el 6% del caudal medio anual. Los suelos arenosos y salinos son los más comunes, lo que hace que gran parte de la tierra no sea apta para el cultivo de arroz húmedo. A pesar de su escasa fertilidad, la agricultura es intensiva. Los principales cultivos son el arroz glutinoso, el maíz y la mandioca. La sequía es, con diferencia, el principal riesgo hidrológico de la región.

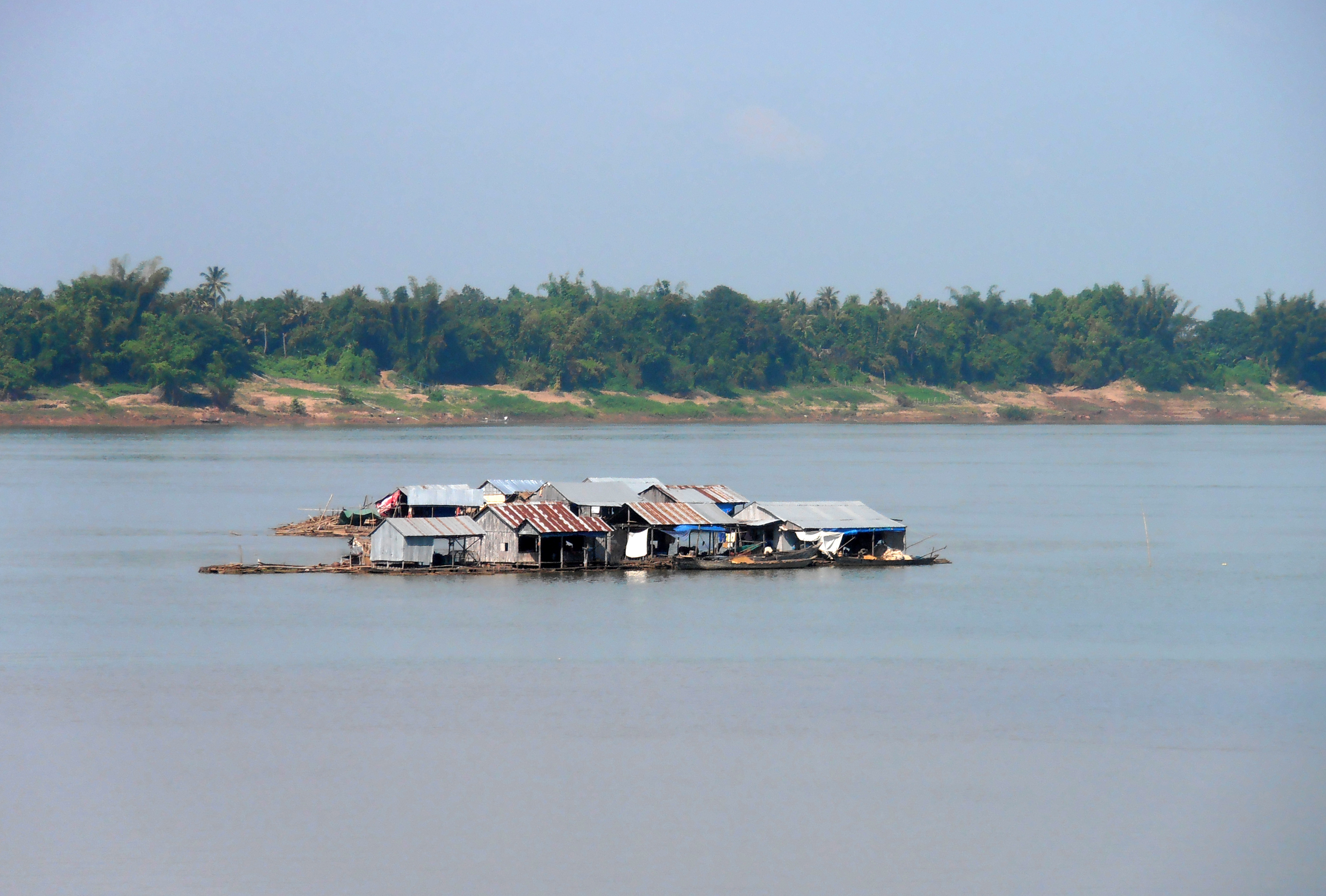
Casas flotantes en el Mekong, Camboya

Cuando el Mekong entra en Camboya, más del 95% de sus caudales ya se han unido al río. A partir de aquí, el terreno es llano y son los niveles de agua, y no los caudales, los que determinan el movimiento del agua a través del paisaje. El ciclo estacional de cambio de los niveles de agua en Phnom Penh da lugar a la singular "inversión de flujo" del agua que entra y sale del Gran Lago a través del río Tonle Sap. . Phnom Penh marca también el comienzo del sistema deltaico del río Mekong. Aquí la corriente principal comienza a dividirse en un número creciente de brazos.
En Camboya, el arroz húmedo es el principal cultivo y se cultiva en las llanuras aluviales de los ríos Tonle Sap, Mekong y Bassac (el distribuidor del delta del Mekong conocido como Hậu en Vietnam). Más de la mitad de Camboya sigue cubierta de bosques mixtos de hoja ancha perenne y caducifolia, pero la cubierta forestal ha disminuido del 73% en 1973 al 63% en 1993. Aquí, el paisaje fluvial es llano. Los pequeños cambios en el nivel del agua determinan la dirección del movimiento del agua, incluida la inversión a gran escala del flujo que entra y sale de la cuenca del Tonle Sap desde el río Mekong.

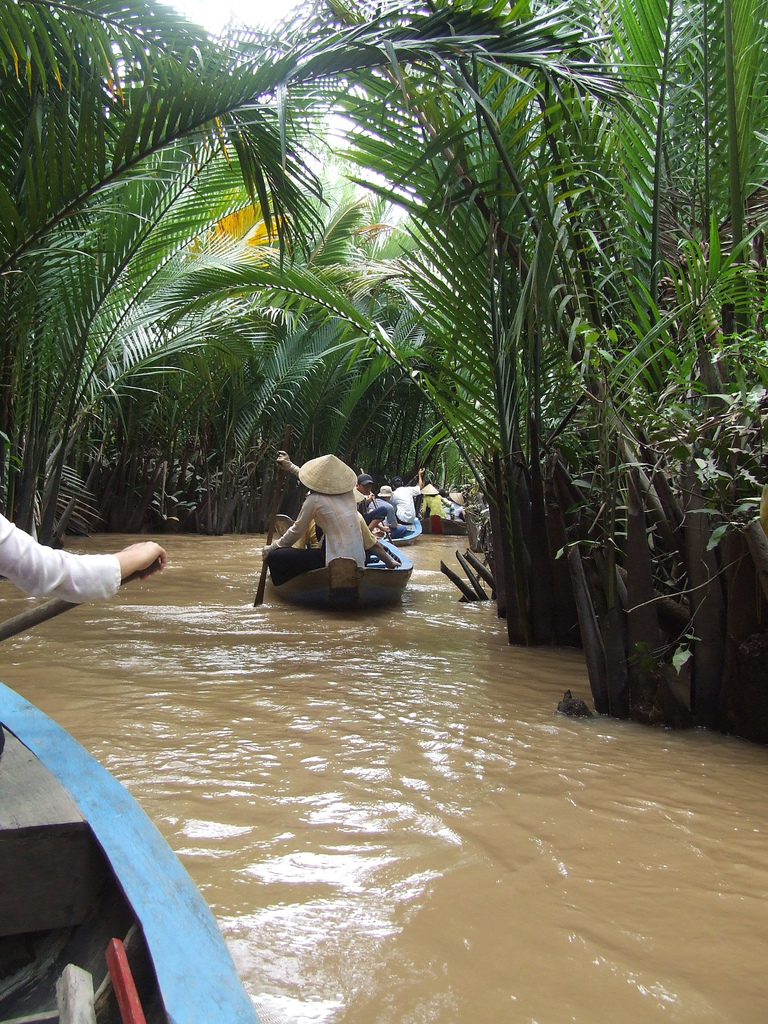
Delta del Mekong, Vietnam

El delta del Mekong, en Vietnam, se cultiva de forma intensiva y apenas queda vegetación natural. La cubierta forestal es inferior al 10%. En las Central Highlands de Vietnam, la cubierta forestal se redujo de más del 95% en la década de 1950 a alrededor del 50% a mediados de la década de 1990. La expansión agrícola y la presión demográfica son las principales razones del uso del suelo y el cambio del paisaje. Tanto la sequía como las inundaciones son peligros comunes en el Delta, que muchos consideran el más sensible a los cambios hidrológicos aguas arriba.

### Caudal de agua a lo largo de su curso
Tabla 1: Participación de los países en la cuenca del Mekong (MRB) y caudales de agua
|                         | China   | Myanmar | Laos    | Tailandia | Camboya | Vietnam | Total   |
| Área de la cuenca (km2) | 165 000 | 24 000  | 202 000 | 184 000   | 155 000 | 65 000  | 795 000 |
| Captación en % de MRB   | 21      | 3       | 25      | 23        | 20      | 8       | 100     |
| Caudal en % de MRB      | 16      | 2       | 35      | 18        | 18      | 11      | 100     |

## Riqueza
El Mekong es un pilar de la riqueza de la península indochina, pues proporciona sustento a unos cien millones de personas. Anualmente se capturan en sus aguas 1 300 000 t de pescado. Se calcula que alberga unas 1200 especies de peces, algunas de las cuales son criadas. Entre ellas destacan la carpa siamesa del barro (Henicorhynchus siamensis), y el panga (Pangasianodon hypophthalmus), especie con una producción de un millón de toneladas al año. Se trata de un pescado blanco muy barato en los mercados de Europa. Otras especies incluyen el Pez Gato del Mekong (Pangasianodon gigas) y el delfín beluga del río Irrawaddy (Orcaella brevirostris), ambas especies superan los dos metros de largo.
Su caudal es la base de otra riqueza, la agrícola, siendo el arroz su principal producto. Sus arrozales enriquecidos por el limo del río permiten obtener tres cosechas de arroz al año. De hecho, Vietnam es el segundo productor mundial de este cereal.

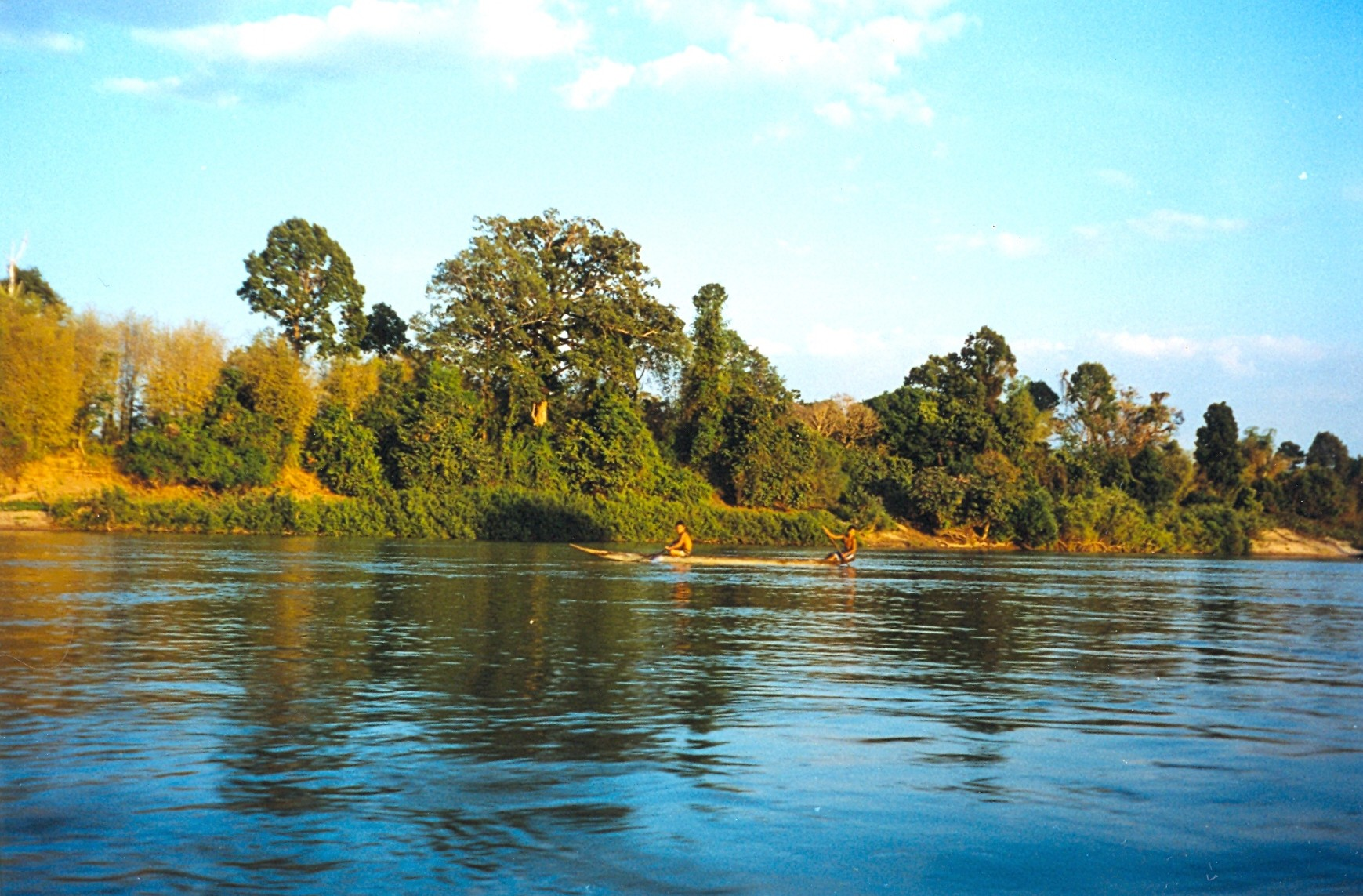
El Mekong en el sur de Laos.

El río también es rico en actividad humana. Por sus vías, en el siglo XIX, los franceses, intentaron encontrar una ruta navegable río arriba hacia China. Sus esperanzas se vieron truncadas al topar con los rápidos de Kratié. Antes de llegar a estos rápidos transitan por el río todo tipo de embarcaciones, desde transbordadores de pasajeros hasta barcos de mercancías. 
En las márgenes de este impresionante río, se encuentran ciudades muy representativas, como la capital de Laos, Vientián, famosa por sus canales, pagodas y viviendas construidas sobre pilotes. Desde hace más de mil años es una ciudad destacada por sus actividades religiosas, comerciales y políticas.
Otra ciudad importante históricamente es Luang Prabang, que fue capital del estado Tai-laosiano y más tarde la capital del reino de Laos hasta la época colonial francesa. La capital de Camboya, Phnom Penh, también se encuentra el curso del Mekong.

## Amenazas
Las principales amenazas que pesan sobre el río Mekong son la construcción de enormes represas, las técnicas de pesca empleadas, y la deforestación de grandes zonas de su cuenca.
Alrededor de 60 millones de personas dependen de la abundante pesca de agua dulce del Mekong para su sustento. Junto con la contaminación por plásticos, las presas y otros desarrollos de infraestructura amenazan con alterar el entorno silvestre que es fundamental para la salud del Mekong. (Principalmente proveniente de China)